# Phospho Flow
Phospho Flow (Phospho-Specific Flow Cytometry) je analytická metoda využívaná hlavně v biologii. Konkrétně se jedná o typ průtokové cytometrie, který kombinuje základní charakteristiky cytometrického měření buněčných znaků (CD markery) spolu s analýzou fosforylace proteinů. 

## Příprava vzorku a měření
Pro úspěšnou analýzu fosforylace proteinů je nutná jejich fixace ve stavu, v jakém se nacházejí v buňce. K fixaci se využívají denaturační činidla jako např. formaldehyd. Dále je nutné buňky permeabilizovat a konjugovat specifické fluorescenčně značené protilátky na fosforylované proteiny.

## Využití
V případě použití multiparametrické analýzy lze tedy např. sledovat různé subpopulace T lymfocytů (CD4+, CD8+, naivní, paměťové) a rozdíly v signalizaci mezi těmito subsety. 
Také lze sledovat fosforylaci v rámci signálních drah u rakovinných buněk, která je v porovnání s nemaligními liniemi často rozdílná. Běžněji se tato technika využívá u hematologických malignit, ale lze ji aplikovat i na solidní tumory.
Také je možné pomocí Phospho Flow sledovat farmakodynamiku imunosupresivní léčby u pacientů po transplantaci, což může sloužit k lepší personalizaci léčby.